# Olga Morawska

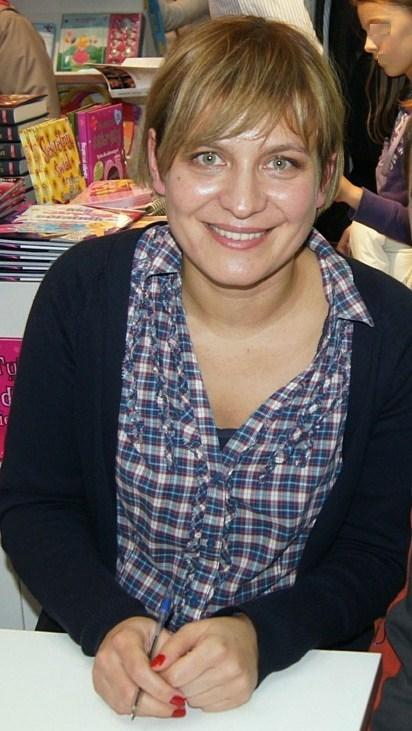
Olga Morawska

Olga Morawska (ur. 3 kwietnia 1976 r. w Warszawie) – autorka książek podróżniczych, pomysłodawczyni i organizatorka Memoriału im. Piotra Morawskiego „Miej odwagę!”, założycielka i prezes Fundacji „Nagle Sami”.

## Życiorys
Absolwentka Uniwersytetu Warszawskiego i Szkoły Głównej Handlowej.
Była żoną Piotra Morawskiego, polskiego himalaisty, który zginął w Himalajach w 2009 r. Ma dwóch synów Ignacego i Gustawa.
Olga Morawska jest członkiem Kapituły Memoriału im. Piotra Morawskiego "Miej odwagę", organizowanego od 2010 r., który razem z Alpinus Expedition Team daje szansę nieznanym podróżnikom na zrealizowanie swoich wypraw. Jest także założycielką i prezesem fundacji „Nagle Sami”, pomagającej osobom, które utraciły swoich najbliższych, w powrocie do życia społecznego.
W 2009 r. na festiwalach podróżniczych (m.in. na Krakowskim Festiwalu Górskim i w Warszawie) Morawska prezentowała pokaz przezroczy „Odchodząc od Sati”, przedstawiający ostatnie zdjęcia Piotra Morawskiego z wyprawy na Dhaulagiri i własne fotografie z dwóch podróży do Nepalu, odbytych dwa tygodnie po śmierci Morawskiego oraz w październiku tego samego roku.
Jest autorką książek wydanych przez National Geographic. M.in.:
- Od początku do końca (wraz z mężem Piotrem Morawskim), National Geographic, Warszawa : cop. 2010. ISBN 978-83-7596-091-4
- Od początku do końca (wyd. 2 zm.) (wraz z mężem Piotrem Morawskim), National Geographic, Warszawa : cop. 2010. ISBN 978-83-7596-172-0
- Góry na opak czyli Rozmowy o czekaniu, National Geographic. Warszawa : cop. 2011. ISBN 978-83-7596-154-6
- Wakacje w Danii (seria: "Małe Wielkie Podróże"), National Geographic. Warszawa : cop. 2012. ISBN 978-83-7596-274-1
- Wakacje w Norwegii (seria: "Małe Wielkie Podróże"), National Geographic. Warszawa : cop. 2012.
- Wakacje w RPA (seria: "Małe Wielkie Podróże"), National Geographic. Warszawa : cop. 2012.
- Wakacje w Kanadzie (seria: "Małe Wielkie Podróże"), National Geographic. Warszawa : cop. 2012.
- Wakacje w Nepalu (seria: "Małe Wielkie Podróże"), National Geographic. Warszawa : cop. 2012.

Obecnie pracuje nad swoją pierwszą powieścią obyczajową. Ma w planach wydać również serię książeczek z bajkami dla dzieci.